# Osip Mandelstam

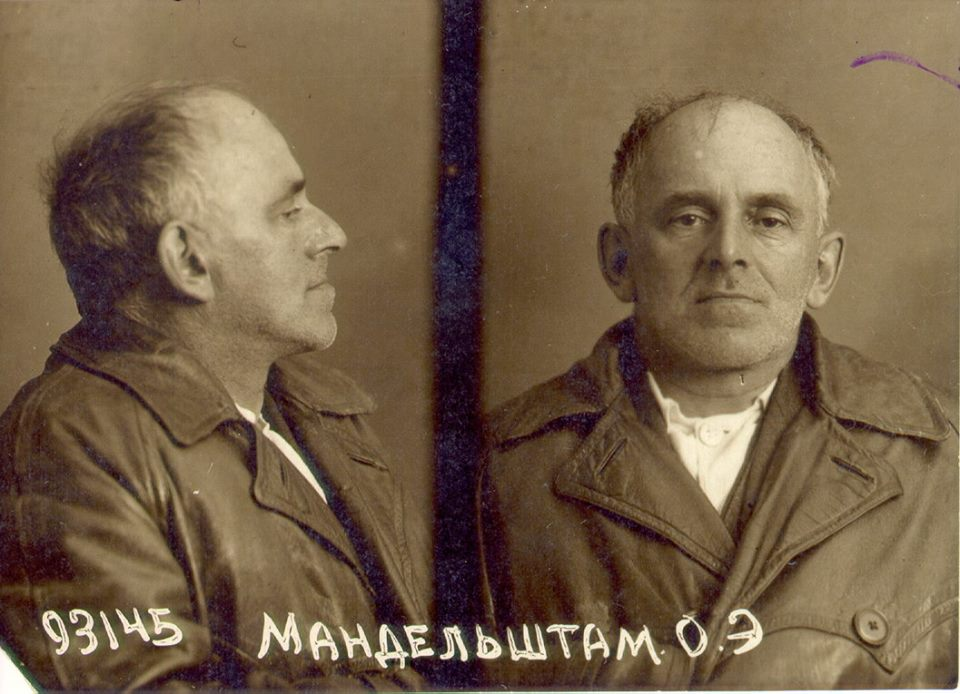
Mandelstam, fotografi taget av NKVD 1938.

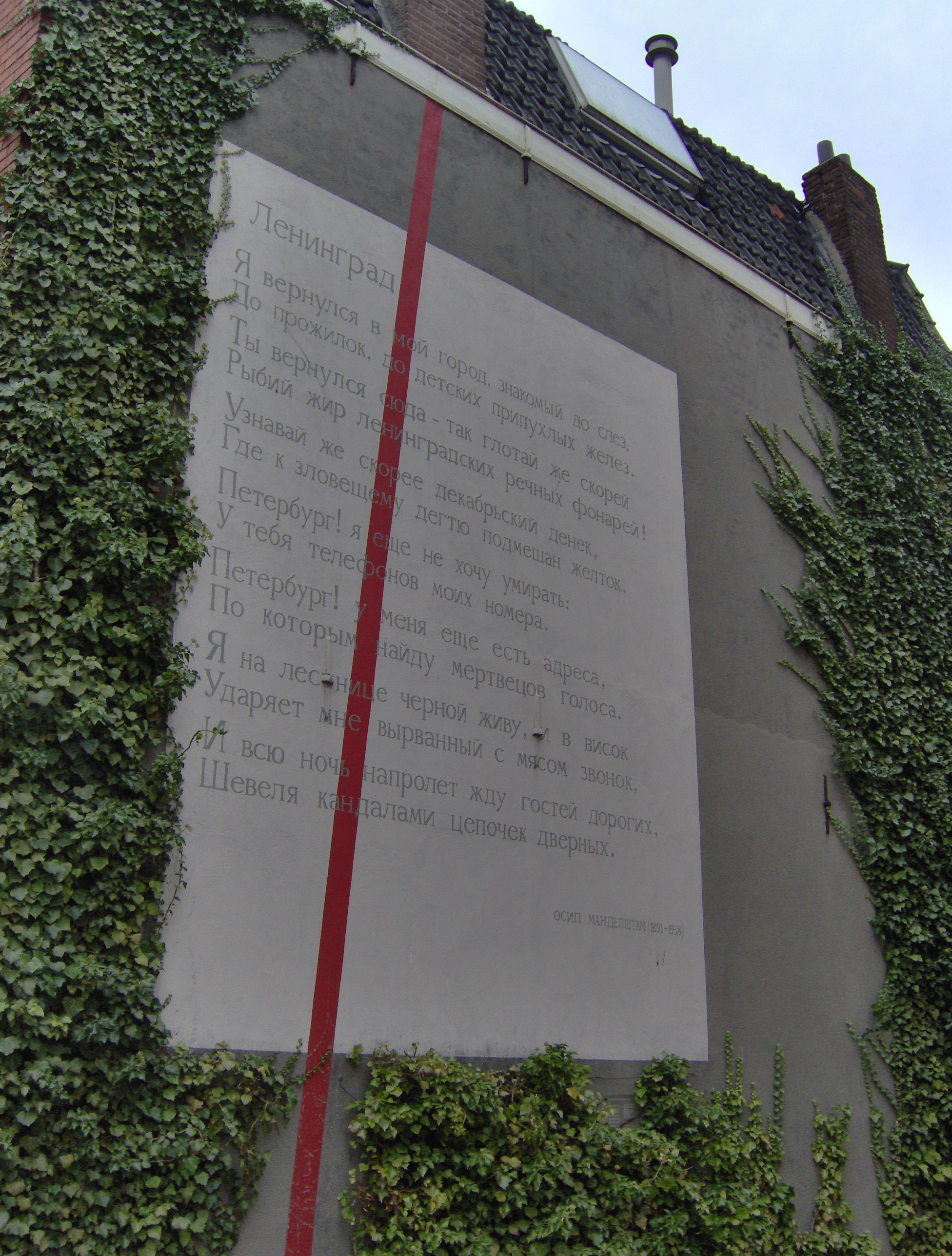
Osip Mandelstams "Leningrad" som väggdikt på Haagweg 29 i Leiden.

Osip Emiljevitj Mandelstam (även stavat Mandelsjtam, ryska: Мандельштам, Осип Эмильевич), född 15 januari 1891 i Warszawa, död 27 december 1938 i ett fångläger nära Vladivostok, var en rysk-sovjetisk poet av judisk börd.

## Liv och verk
Osip Mandelstam var en av de främsta företrädarna för den så kallade akmeismen, tillsammans med bland andra Anna Achmatova. Från början var han varm anhängare till en rysk revolution, i likhet med många andra ryska intellektuella. Han sympatiserade med socialrevolutionärerna och reagerade därför starkt negativt på ”omvälvningen i Oktober”, varför han ansåg att den sovjetiska regeringen var en ”usurpatorisk regim vilket han också givit uttryck för i dikten Kerenskij”, vilken publicerades i socialrevolutionärernas tidning Folkviljan - där han ”idealiserar … Kerenskij … och kallar Lenin en dagslända.”  Redan 1918 fram över 1920-30 talen beskriver han tiden som en ”politisk depression”. Den första förorsakades av ”de hårda metoder som brukades vid upprättandet av proletariatets diktatur”. Den andra 12 år senare vid ”likvideringen av kulakerna som klass”. 
1920 arresterades han för första gången, vilket var början på ett kringflackande liv på olika platser och med få möjligheter till arbete. Den första arresteringen skedde 1934. På frågan i KGB-förhören om han författat verk av kontrarevolutionär natur, erkänner Mandelstam sig skyldig och deklamerar niddikten från 1933 om ”bergsbon i Kreml” med ”skrattande kackerlacksmustacher” för vilken ”varje dödsdom var en fest.
Han försökte begå självmord. Pasternak vädjade för hans skull till Bucharin, vilken agerade. Han släpptes ur fängelset och  dömdes istället till tre års landsförvisning i staden Tjerdyn i Ural, för det redovisade starkt Stalinkritiska epigramet. Stalin själv ringde i juni 1934 till Pasternak för att meddela att ledningen beslutat se över domen av Mandelstam, samt förhörde sig om Pasternak inställning till Mandelstam. Han försökte åter begå självmord genom att hoppa från ett fönster i Tjerdyn.  Han förflyttades så till Voronezj och kunde återvända till Moskva 1937. Mandelstam hann leva ett år i frihet under svår materiell nöd. Han var utstött ur författarkretsar, utestängd från tidskrifter och förlag - innan han den 2 augusti 1938, åter arresterades på nytt och dömdes av särskilda utskottet till fem års straffarbete i ryska Fjärran Östern. Man bad Nikolaj Jezjov ingripa för att lösa frågan om Osip Mandelstam. Angivelser hade kommit från Mandelstams skrivande kolleger, bland dem generalsekreteraren i författarförbundet Stavskij och romanförfattaren Pavlenko. Den senare betraktade Mandelstam som en ”versifikatör, en kall, känslolös producent av rimmad vers”, vars dikter ej borde tryckas.
I ett genomgångsläger i Kolyma, Magadan misshandlades han grovt av brottslingar, kastades ut ur baracken och levde fortsättningsvis som ett djur utomhus. Han livnärde sig på brödkanter.  Vid denna tidpunkt hade han börjat få känningar av ett medfött hjärtfel, som tillsammans med den hårda vintern troligtvis ledde till hans död kort tid efter ankomsten till straffarbetslägret. Han gick klädd i tofflor av segelduk, en undertröja och en mössa - den starka kylan tilltrots.  Biologen Merkulov noterade att han i denna livets yttersta utpost ändå producerade en sista poesi: 
”Svart natt 
kvav barack 
feta löss” 
Både som lyriker och prosaist räknas Mandelstam sedan 1960-talet – då många av hans senare verk började utges, främst i utlandet – till en av de största ryska 1900-talspoeterna. Hans författarskap når konstnärliga höjdpunkter i till exempel den okonventionella reseskildringen Resan till Armenien publicerad 1934, (som inspirerade bland andra Bruce Chatwin), i den märkliga essän Samtal om Dante (skriven 1933, postumt utgiven 1967; översatt till svenska i samlingsvolymen Ordet och kulturen) samt i dikterna från de sista årens exil i Voronezj, vilka sedermera blivit kända som Voronezj-dikterna eller dikter i Voronezj-häftena.
Vid hundraårsdagen av hans födelse 1991 högtidlighölls Mandelstam både i Ryssland och i övriga världen med konferenser och symposier. 
Mandelstam var sedan 1919 gift med Nadezjda Mandelstam, som i väst gjort sig mest känd för de böcker hon publicerat om deras liv tillsammans, bland andra Stalins mirakel (Wahlström & Widstrand, 1970).

## Utmärkelser
Asteroiden 3461 Mandelshtam är uppkallad efter honom.

## Svenska översättningar
- Rosen fryser i snön: dikter (i urval och översättning av Hans Björkegren) (Wahlström & Widstrand, 1976)
- Tidens larm (svensk tolkning av Bengt Jangfeldt (Tidens larm, Samtalspartnern) och Greta Hjelm (Egyptiska frimärket)) (Coeckelberghs, 1977)
- Frihetens gråljus: dikter och prosa (tolkade av Bengt Jangfeldt och Göran Sonnevi) (Tiden,1979)
- Murarlod och brysselspets: texter 1910-1931 (i urval av Bengt Jangfeldt och Harald Lyth, svensk översättning av Bengt Jangfeldt) (Hylaea, 1988)
- Resan till Armenien (Putešjestvie v Armeniju) (översättning: Bengt Samuelson) (Alfabeta, 1991)
- Ordet och kulturen: essäer (översatta och kommenterade av Bengt Jangfeldt) (FIB:s lyrikklubb, 1992)

## Fotnoter
1. ↑  läs online, szukajwarchiwach.pl .[källa från Wikidata]
2. 1 2 3  Краткая литературная энциклопедия, Stora ryska encyklopedin, 1962, läs online.[källa från Wikidata]
3. 1 2 3  Encyclopædia Britannica.[källa från Wikidata]
4. ↑  läs online, www.poemhunter.com .[källa från Wikidata]
5. ↑  ”Мандельштам Осип Эмильевич”, Большая советская энциклопедия : [в 30 т.], tredje utgåvan, Stora ryska encyklopedin, 1969, läst: 27 september 2015.[källa från Wikidata]
6. ↑  läs online, The New York Times .[källa från Wikidata]
7. ↑  läs online, The New York Times .[källa från Wikidata]
8. ↑  Литературная энциклопедия, Kommunistiska akademin, Stora ryska encyklopedin och Chudozjestvennaja Literatura, 1929, läs online.[källa från Wikidata]
9. 1 2 3  abART, abART person-ID: 18063, läst: 1 april 2021.[källa från Wikidata]
10. ↑  Uppgifter om och tolkning av väggdikten Leningrad i Leiden
11. 1 2 3 4 5 6  Jangfeldt, Bengt (1995). Den trettonde aposteln. sid. 161-166
12. ↑  Jangfeldt, Bengt (1995). Den trettonde aposteln. sid. 170-171
13. 1 2  Conquest, Robert (1973). Den stora terrorn - Stalins skräckvälde under 30-talet. sid. 301
14. ↑  ”Osip Mandelstam”. Poetry Foundation. http://www.poetryfoundation.org/bio/osip-mandelstam. Läst 9 november 2015.
15. ↑  ”Minor Planet Center 3461 Mandelshtam” (på engelska). Minor Planet Center. https://www.minorplanetcenter.net/db_search/show_object?object_id=3461. Läst 13 december 2017.